# Monroe County, Ohio
Monroe County är ett administrativt område i delstaten Ohio, USA, med 14 642 invånare. Den administrativa huvudorten (county seat) är Woodsfield.

## Geografi
Enligt United States Census Bureau har countyt en total area på 1 185 km². 1 180 km² av den arean är land och 5 km² är vatten.

### Angränsande countyn
- Belmont County - norr
- Marshall County, West Virginia - nordost
- Wetzel County, West Virginia - öst
- Tyler County, West Virginia - sydost
- Washington County - söder
- Noble County - väst

### Orter
- Antioch
- Beallsville
- Brownsville
- Clarington
- Graysville
- Hannibal
- Jerusalem
- Lewisville
- Miltonsburg
- Sardis
- Stafford
- Wilson
- Woodsfield (huvudort)